# جولیا آویتا مامائا
جولیا آویتا مامائا (انگلیسی: Julia Avita Mamaea; Around 182-192 AD – 235 AD) زنی اشراف‌زاده از سوری‌ها و از دودمان سورانی بود. او مادر امپراتور روم، الکساندر سوروس بود و در طول سلطنتش یکی از مشاوران اصلی او باقی ماند. او در سال ۲۳۵ توسط سربازان شورشی در کنار پسرش کشته شد.